# Friebertshausen
Friebertshausen ist ein Dorf im Osten des Hessischen Hinterlandes und als solches ein Stadtteil der Stadt Gladenbach im mittelhessischen Landkreis Marburg-Biedenkopf.

## Geographische Lage
Der Ort liegt im Gladenbacher Bergland und damit im Naturpark Lahn-Dill-Bergland im Allnatal.

## Geschichte

### Ortsgeschichte
Die älteste bekannte schriftliche Erwähnung von Friebertshausen erfolgte unter dem Namen Fredebrachtishusen im Jahr 1324.
Es gehörte damals zum Gericht Gladenbach.
Weitere Erwähnungen erfolgten im Jahr 1329 mit dem Namen Fridebrateshusen.  1360 als Fredeberchtishusen, 1400 als Frikeshusen, 1502 als Frebertzhusen und 1630 als Fritbertzhaussen.
Die Statistisch-topographisch-historische Beschreibung des Großherzogthums Hessen berichtet 1830 über Friebertshausen:

„Friebertshausen (L. Bez. Gladenbach) evangel. Filialdorf; liegt an der Alnau 1 St. von Gladenbach, hat 16 Häuser und 99 evangelische Einwohner. Dieser wohlstehende Ort besteht größtentheils aus großen Höfen, deren Besitzer 4–6 Pferde halten. Sodann hat der Ort 2 Mahlmühlen, und kommt früher unter dem Namen Fredebrachtishusen vor.“

Hessische Gebietsreform (1970–1977)
Zum 1. Juli 1974 erfolgte im Zuge der Gebietsreform in Hessen durch Landesgesetz der Zusammenschluss der Stadt Gladenbach mit den Gemeinden Bellnhausen, Diedenshausen, Erdhausen, Friebertshausen, Frohnhausen b. Gladenbach, Kehlnbach, Mornshausen a. S., Rachelshausen, Römershausen, Rüchenbach, Sinkershausen, Weidenhausen und Weitershausen zu heutigen Stadt Gladenbach. Für alle ehemals eigenständigen Gemeinden und die Kernstadt Gladenbach wurden Ortsbezirke mit Ortsbeirat und Ortsvorsteher nach der Hessischen Gemeindeordnung gebildet.

### Verwaltungsgeschichte im Überblick
Die folgende Liste zeigt die Staaten und Verwaltungseinheiten, denen Friebertshausen angehört(e):
- vor 1567: Heiliges Römisches Reich, Landgrafschaft Hessen, Amt Blankenstein, Untergericht Gladenbach
- ab 1567: Heiliges Römisches Reich, Landgrafschaft Hessen-Marburg, Amt Blankenstein, Untergericht Gladenbach[9]
- 1604–1648: strittig zwischen Hessen-Kassel und Hessen-Darmstadt (Hessenkrieg)
- ab 1604: Heiliges Römisches Reich, Landgrafschaft Hessen-Kassel, Amt Blankenstein
- ab 1627: Heiliges Römisches Reich, Landgrafschaft Hessen-Darmstadt, Oberfürstentum Hessen, Amt Blankenstein, Untergericht Gladenbach[10][11]
- ab 1806: Großherzogtum Hessen,[Anm. 2] Fürstentum Oberhessen, Amt Blankenstein, Land- und Rügengericht[12]
- ab 1815: Großherzogtum Hessen, Provinz Oberhessen, Amt Blankenstein
- ab 1821: Großherzogtum Hessen, Provinz Oberhessen, Landratsbezirk Gladenbach[Anm. 3]
- ab 1832: Großherzogtum Hessen, Provinz Oberhessen, Kreis Biedenkopf
- ab 1848: Großherzogtum Hessen, Regierungsbezirk Biedenkopf
- ab 1852: Großherzogtum Hessen, Provinz Oberhessen, Kreis Biedenkopf
- ab 1867: Norddeutscher Bund[Anm. 4], Königreich Preußen,[Anm. 5] Provinz Hessen-Nassau,  Regierungsbezirk Wiesbaden, Kreis Biedenkopf (übergangsweise Hinterlandkreis)[11]
- ab 1871: Deutsches Reich, Königreich Preußen, Provinz Hessen-Nassau, Regierungsbezirk Wiesbaden, Kreis Biedenkopf
- ab 1918: Deutsches Reich (Weimarer Republik), Freistaat Preußen, Provinz Hessen-Nassau, Regierungsbezirk Wiesbaden, Kreis Biedenkopf
- ab 1932: Deutsches Reich, Freistaat Preußen, Provinz Hessen-Nassau, Regierungsbezirk Wiesbaden, Landkreis Dillenburg
- ab 1944: Deutsches Reich, Freistaat Preußen, Provinz Nassau, Landkreis Biedenkopf
- ab 1945: Amerikanische Besatzungszone,[Anm. 6] Groß-Hessen, Regierungsbezirk Wiesbaden, Landkreis Biedenkopf
- ab 1946: Amerikanische Besatzungszone, Hessen, Regierungsbezirk Wiesbaden, Landkreis Biedenkopf
- ab 1949: Bundesrepublik Deutschland, Hessen, Regierungsbezirk Wiesbaden, Landkreis Biedenkopf
- ab 1968: Bundesrepublik Deutschland, Hessen, Regierungsbezirk Darmstadt, Kreis Biedenkopf
- ab 1974: Bundesrepublik Deutschland, Hessen, Regierungsbezirk Kassel, Landkreis Marburg-Biedenkopf, Stadt Gladenbach[Anm. 7]
- ab 1981: Bundesrepublik Deutschland, Hessen, Regierungsbezirk Gießen, Landkreis Marburg-Biedenkopf, Stadt Gladenbach

### Gerichte seit 1821
Die Rechtsprechung ging im Jahr 1821 im Rahmen der Trennung von Justiz und Verwaltung auf die neu geschaffenen Landgerichte über. Landgericht Gladenbach war von 1821 bis zur Abtretung an Preußen 1866 die Bezeichnung für das erstinstanzliche Gericht in Gladenbach. Für die Provinz Oberhessen wurde das Hofgericht Gießen als Gericht der zweiten Instanz eingerichtet. Übergeordnet war das Oberappellationsgericht Darmstadt.
Nach der Abtretung des Kreises Biedenkopf an Preußen infolge des Friedensvertrags vom 3. September 1866 zwischen dem Großherzogtum Hessen und dem Königreich Preußen wurde der Landgerichtsbezirk Gladenbach preußisch. Im Juni 1867 erging eine königliche Verordnung, die die Gerichtsverfassung im vormaligen Herzogtum Nassau und den vormals zum Großherzogtum Hessen gehörenden Gebietsteilen neu ordnete. Die bisherigen Gerichtsbehörden wurden aufgehoben und durch Amtsgerichte in erster, Kreisgerichte in zweiter und ein Appellationsgericht in dritter Instanz ersetzt. Am 1. September 1867 wurde das Landgericht in Amtsgericht Gladenbach umbenannt. Die Gerichte der übergeordneten Instanzen waren das Kreisgericht Dillenburg und das Appellationsgericht Wiesbaden.
Vom 1. Oktober 1944 bis 1. Januar 1949 gehörte das Amtsgericht Gladenbach zum Landgerichtsbezirk Limburg, danach wieder zum Landgerichtsbezirk Marburg. Am 1. Juli 1968 erfolgte die Aufhebung des Amtsgerichts Gladenbach, das fortan als Zweigstelle des Amtsgerichts Biedenkopf fungierte. Am 1. November 2003 wurde diese Zweigstelle aufgelöst.

## Bevölkerung

### Einwohnerstruktur 2011
Nach den Erhebungen des Zensus 2011 lebten am Stichtag dem 9. Mai 2011 in Friebertshausen 198 Einwohner. Darunter waren 3 (= 1,5 %) Ausländer.
Nach dem Lebensalter waren 30 Einwohner unter 18 Jahren, 84 zwischen 18 und 49, 48 zwischen 50 und 64 und 33 Einwohner waren älter.
Die Einwohner lebten in 78 Haushalten. Davon waren 18 Singlehaushalte, 21 Paare ohne Kinder und 24 Paare mit Kindern, sowie 12 Alleinerziehende und 3 Wohngemeinschaften. In 9 Haushalten lebten ausschließlich Senioren/-innen und in 54 Haushaltungen leben keine Senioren/-innen.

### Einwohnerentwicklung
| Quelle: | Historisches Ortslexikon                                                                 |
| • 1502: | 6 Männer                                                                                 |
| • 1577: | 12 Hausgesesse                                                                           |
| • 1630: | 12 Untertanen (1 dreispänniges, 3 zweispännige, 3 einspännige Ackerleute, 5 Einläuftige) |
| • 1742: | 14 Haushalte                                                                             |
| • 1791: | 96 Einwohner                                                                             |
| • 1800: | 96 Einwohner                                                                             |
| • 1806: | 93 Einwohner, 15 Häuser                                                                  |
| • 1829: | 99 Einwohner, 16 Häuser                                                                  |

| Friebertshausen: Einwohnerzahlen von 1791 bis 2020 | Friebertshausen: Einwohnerzahlen von 1791 bis 2020 | Friebertshausen: Einwohnerzahlen von 1791 bis 2020 | Friebertshausen: Einwohnerzahlen von 1791 bis 2020 | Friebertshausen: Einwohnerzahlen von 1791 bis 2020 |
| --- | -------------------------------------------------- | -------------------------------------------------- | -------------------------------------------------- | -------------------------------------------------- |
| Jahr |                                                    |                                                    |                                                    | Einwohner                                          |
| 1791 | 1791                                               |                                                    | 96                                                 | 96                                                 |
| 1800 | 1800                                               |                                                    | 96                                                 | 96                                                 |
| 1806 | 1806                                               |                                                    | 93                                                 | 93                                                 |
| 1829 | 1829                                               |                                                    | 99                                                 | 99                                                 |
| 1834 | 1834                                               |                                                    | 94                                                 | 94                                                 |
| 1840 | 1840                                               |                                                    | 104                                                | 104                                                |
| 1846 | 1846                                               |                                                    | 95                                                 | 95                                                 |
| 1852 | 1852                                               |                                                    | 125                                                | 125                                                |
| 1858 | 1858                                               |                                                    | 126                                                | 126                                                |
| 1864 | 1864                                               |                                                    | 126                                                | 126                                                |
| 1871 | 1871                                               |                                                    | 100                                                | 100                                                |
| 1875 | 1875                                               |                                                    | 98                                                 | 98                                                 |
| 1885 | 1885                                               |                                                    | 139                                                | 139                                                |
| 1895 | 1895                                               |                                                    | 132                                                | 132                                                |
| 1905 | 1905                                               |                                                    | 131                                                | 131                                                |
| 1910 | 1910                                               |                                                    | 141                                                | 141                                                |
| 1925 | 1925                                               |                                                    | 136                                                | 136                                                |
| 1939 | 1939                                               |                                                    | 121                                                | 121                                                |
| 1946 | 1946                                               |                                                    | 213                                                | 213                                                |
| 1950 | 1950                                               |                                                    | 205                                                | 205                                                |
| 1956 | 1956                                               |                                                    | 141                                                | 141                                                |
| 1961 | 1961                                               |                                                    | 121                                                | 121                                                |
| 1967 | 1967                                               |                                                    | 106                                                | 106                                                |
| 1980 | 1980                                               |                                                    | ?                                                  | ?                                                  |
| 1990 | 1990                                               |                                                    | ?                                                  | ?                                                  |
| 2000 | 2000                                               |                                                    | 230                                                | 230                                                |
| 2006 | 2006                                               |                                                    | 235                                                | 235                                                |
| 2011 | 2011                                               |                                                    | 198                                                | 198                                                |
| 2015 | 2015                                               |                                                    | 173                                                | 173                                                |
| 2020 | 2020                                               |                                                    | 180                                                | 180                                                |
| Datenquelle: Historisches Gemeindeverzeichnis für Hessen: Die Bevölkerung der Gemeinden 1834 bis 1967. Wiesbaden: Hessisches Statistisches Landesamt, 1968. Weitere Quellen: LAGIS:; Ab 2000 Stadt Gladenbach (webarchiv); Zensus 2011 |                                                    |                                                    |                                                    |                                                    |

### Historische Religionszugehörigkeit
| Quelle: | Historisches Ortslexikon                                          |
| • 1885: | 136 evangelische, keine katholischen, 3 andere Christen           |
| • 1910: | 99 evangelische Einwohner                                         |
| • 1961: | 110 evangelische (= 90,91 %), 11 katholische (= 9,09 %) Einwohner |

### Historische Erwerbstätigkeit
| • 1829: | 99 evangelische Einwohner |
| • 1867: | Erwerbspersonen: 59 Landwirtschaft                                                                                                |
| • 1961: | Erwerbspersonen: 53 Land- und Forstwirtschaft, 12 produzierendes Gewerbe, 6 Handel und Verkehr, 2 Dienstleistungen und sonstiges. |

## Sehenswürdigkeiten

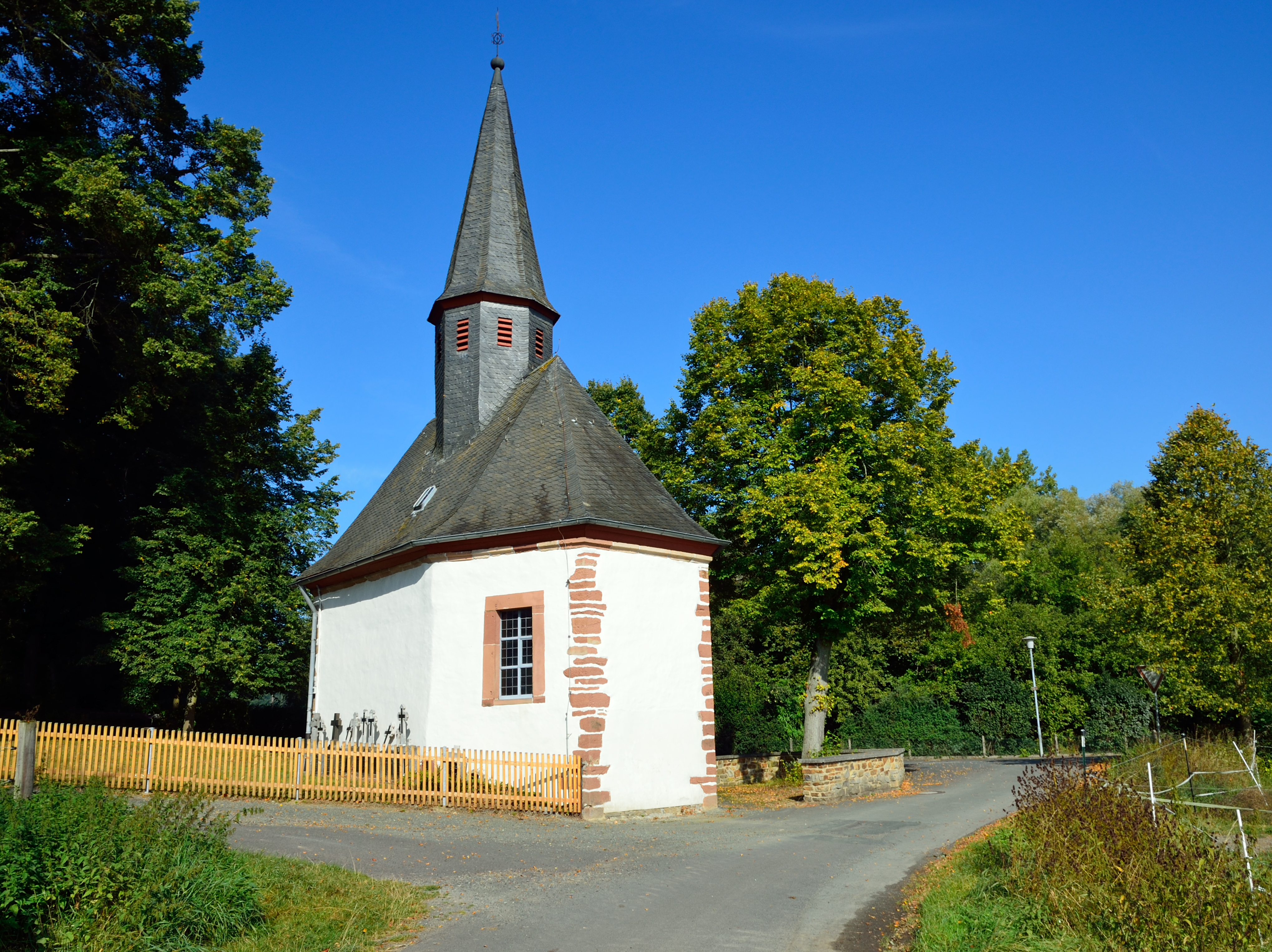
Wolfskapelle

Etwa 500 Meter außerhalb des Dorfes steht die sehenswerte Wolfskapelle, ein gotischer Kapellenbau aus dem 12. Jahrhundert.